# 桃巌寺
桃巖禪寺、桃巌禪寺（とうがんぜんじ）、桃巌寺（とうがんじ）は、愛知県名古屋市千種区四谷通にある曹洞宗の寺院。山号は泉龍山。

## 歴史
天文年間、末森城（城山町）主であった織田信行が父・信秀の菩提を弔うために城の南に位置する尾張国愛知郡鳴海荘末森村二本松（現在の千種区穂波町付近）に建立した。後に現在の松竹町に替地となったが、正徳2年（1712年）または正徳4年（1714年）に現在地に移されたとされる。
開基は織田信秀とされており、開山は龍泉寺輪住二十世、慈眼寺三世住職などを務めた快翁玄俊。桃巌寺の寺号は信秀の法名「桃巌道見大禅定門」から取られており、恵心僧都作とされる聖観世音菩薩像を本尊とし、信秀が所有していたと伝わる辯天画像や竹生島から勧請した十五童子像を守護神として祀る。

## 事件
2013年（平成25年）、当時の住職（当時89歳）が、寺が同区清住町と本山町で所有する土地（計約900平方メートル）を寺の役員らに無断で計2億1400万円で売却し、その代金を、住職を介護し、住職に代わって預金通帳や印鑑を管理していた同居女（当時66歳）が宝石等の購入に充てていた。
2015年（平成27年）、名古屋国税局の税務調査で2人の不正が発覚した。
2016年（平成28年）、寺は千種警察署に刑事告発した。
2017年（平成29年）、寺は2人に対し約2億2千万円の損害賠償請求訴訟を起こした。
2018年（平成30年）、愛知県警は2人を業務上横領容疑で名古屋地方検察庁に書類送検した。

## 境内
裸辯天や歓喜仏、日本一とも言われる直径1メートルの木魚などの他、年に2回御開帳される「ねむり辨天」でも知られる。
- 本堂
- 観音立像
- 名古屋大仏

### 信秀廟所
城山八幡宮の西南に位置する揚輝荘の敷地南端に面した一角（かつての桃巖寺領）に、信秀の墓石と三基の五輪塔があった。墓石は信秀250回忌の寛政13年（1801年）に再建されたもので、信秀と信行に加えて柴田勝家の名も記されていた。1951年（昭和26年）、信秀没後400年にあたって桃巌寺境内に移された。

### ねむり辨天
1月1日 – 5日と、5月7・8日に御開帳が行なわれる。

### 名古屋大仏
坐高10メートル（台座も含めると15メートル）の巨仏で1987年（昭和62年）に建立された。

## ギャラリー
- 名古屋大仏
- 本堂
- 木魚
- 織田信秀廟所の石碑
- 五輪塔

## 奥の院
愛知県北設楽郡設楽町に相輪塔を置く。

## アクセス
- 名古屋市営地下鉄名城線・東山線：本山駅下車。